# Ruch Robotniczy (pismo)
Ruch Robotniczy – miesięcznik wydawany w Krakowie przez centralę Polskich Związków Zawodowych Robotników Chrześcijańskich. Z powodu trudności finansowych pismo ukazywało się nieregularnie w latach 1920–1922, 1924–1925, 1926–1927, 1930–1931. Od 1922 roku redaktorem był S. Front. Pismo powstało z inicjatywy J. Puchałka. W roku 1920 nakład sięgał 10 tys. egz., w roku 1925 – 800 egz. a przeciętnie 1–1,3 tys. egz.
Pismo sympatyzowało z Polskim Stronnictwem Katolicko-Ludowym, zwalczało komunistów i socjalistów.
Na łamach publikowali m.in.: A. Adelman, W. Horowicz, L. Kasprzyk, H. Mianowski, J. Piwowarczyk.